# 海の歌 (行進曲)
『海の歌』（うみのうた、Sea Songs）は、レイフ・ヴォーン・ウィリアムズによるイギリスの3つの海にまつわる歌の編曲。3つの楽曲とは「Princess Royal」、「Admiral Benbow」、「Portsmouth」である。曲は約4分の行進曲としてまとめられている。形式的には三部形式に従っており、最初の部分で「Princess Royal」と「Admiral Benbow」、中間部で「Portsmouth」が扱われた後、最初の2つの歌曲が再現される。
この行進曲は元々1923年に軍楽隊のための「イギリス民謡組曲」の第2楽章として編曲されたものであり、組曲の初演は同年7月4日にネラー・ホールで行われた。独立した楽曲としては1924年4月にウェンブリーで開催された大英帝国博覧会において初演された。「イギリス民謡組曲」同様、この作品はヴォーン・ウィリアムズがケラー・ホールの王立軍楽学校を高く評価していたことから生まれたものである。1942年には作曲者自身による管弦楽版への編曲も行われている。

## 演奏・録音史
1950年代にBBCテレビで放送されたBilly Bunterシリーズで、中間部の「Portsmouth」が主題歌として使われたことによりイギリス国内で広く知られるようになった。1980年代初頭には、東イングランドの放送局だったITV Angliaの放送開始音楽にもなっていた。両者は共に、ブージー・アンド・ホークス社の音源ライブラリであった1955年のナット・ニル（Nat Nyll）指揮、ニュー・コンサート・オーケストラ演奏の管弦楽版の録音を使用していた。この版はCDで入手可能である。近年のステレオ録音には、リチャード・ヒコックス指揮のノーザン・シンフォニア、レナード・スラトキン指揮のフィルハーモニア管弦楽団、ジョージ・ハースト指揮のボーンマス・シンフォニエッタ、ポール・マーフィー（Paul Murphy）指揮のロイヤル・バレエ・シンフォニアの演奏によるものがある。元の軍楽隊による演奏はティモシー・レイニッシュ（Timothy Reynish）指揮、王立ノーザン音楽大学吹奏楽団の演奏が入手可能である 。
2008年のプロムス最終夜では、BBCプロムスの創設者でありヴォーン・ウィリアムズの友人であったヘンリー・ウッドの「イギリスの海の歌による幻想曲」の演奏が恒例となっている箇所において、ヴォーン・ウィリアムズの没後50周年を記念して代わりにこの曲が演奏された。